# Zug
Huyện Zug (tiếng Pháp: District du Zug, tiếng Đức: Bezirk Zug) là một huyện hành chính của Thụy Sĩ. Huyện này thuộc bang Bang Zug. Huyện Zug có diện tích 239 km², dân số theo thống kê của cục thống kê Thụy Sĩ năm 1999 là 97758 người. Trung tâm của huyện đóng ở Zug. Mã của huyện là 900.